# Warneckea mouririifolia
Warneckea mouririifolia là một loài thực vật có hoa trong họ Mua. Loài này được (Brenan) Borhidi miêu tả khoa học đầu tiên năm 1993.